# История на Киргизстан
Историята на Киргизстан е тясно свързана с киргизите, които са основният етнос в страната. Те са познати на Източния свят от хилядолетия, но в продължение на векове не успяват да изградят собствена силна държава.

## Древна история
Най-ранните следи от човешко присъствие на територията на страната датират до 200—300 000 години преди Христа. Най-ранното споменаване на киргизите е в китайски хроники от 2000 година преди Христа. Киргизите първоначално обитават днешна северозападна Монголия и водят номадски начин на живот.
Към 3 век пр. Хр. киргизки военни отряди системно организират нападения над северен Китай, които става причина за изграждането Великата китайска стена. Около 1000 г. пр. Хр. в днешните киргизки земи се появяват и скитите. Между 6 и 13 век сл. Хр. киргизите изграждат свое ханство, което достига зенита на развитието си след като покорява Уйгурския хаганат през 840 г. Към 12 век повечето от тях вече са се разпръснали из цяла централна Азия и са приели исляма. Местоположението на Пътя на коприната оказва положително въздействие върху развитието на региона около Исък Кул.

## Монголски нашествия и чуждо влияние
Киргизкото ханство отслабва значително през 13 век, а най-силният удар срещу него идва от страна на държавата Кара Китай. Монголското нашествие на централна Азия опустошава целия регион и коства на киргизите тяхната независимост и писменост. Синът на Чингис хан — Джучи, подчинява киргизите от региона на река Енисей, останалите падат под контрола на Златната орда и Джумгарския хаганат за следващите 200 години.
Киргизките племена успяват да се освободят през 1510 година, но не след дълго са отново завладени, този път от калмиките, а после от монголците-ойрати. През 18 век племената започват да се обръщат към големите регионални сили в търсене на сигурност. Киргизки дипломати са изпратени до империята на династия Цин през 1758 година, и до руския император през 1785. В рамките на този век киргизите се борят с нарастващата мощ на Кокандското ханство и претърпяват редица загуби между 1845 и 1873 година, което ги принуждава да търсят защита от Руската империя.

## Русия и СССР
През 1876 година руските войски побеждават Кокандското ханство и установяват контрол над северен Киргизстан. В рамките на следващите пет години, цялата територия на днешната държава става част от Руската империя. Киргизите постепенно започват да се интегрират в руския стопански и политически живот, макар и по-голямата част от населението да продължава да следва традиционния си начин на живот. Под ръководството на руски специалисти започва мащабното изграждане на домове, училища, мини и пътна инфраструктура. През 1911 година е издаден първият учебник на киргизки език.
До 1915 обаче репресивните политики на империята по отношение на данъци, разпределение на земята и принудителния труд предизвикват сериозно недоволство сред местните жители. През лятото на 1916 в региона избухва въстание. В хода на потушаването му от руските имперски власти са убити 2000 славянски заселници (украинци и руснаци) и още повече местни жители, а 1/3 от киргизкото население се преселва в Китай.
Болшевишката революция през 1917 година и последвалото основаване на Съюз на съветските социалистически републики довеждат до формиране на Кара-киргизка автономна област. По това време Казахстан също е наричан „Киргизия“ и е съществувал под името Киргизка АССР, която обаче не е свързана с Киргизстан. През 1926 е Кара-Киргизкият регион е реформиран в Киргизка автономна република, а през 1936 — в пълноправна Киргизка съветска социалистическа република.
В съветския период тази република има незначителна роля на производител на селскостопански продукти, редки метали и минерали и военни изделия. До 1960-те години политическият живот в нея е доминиран от руснаци; след това киргизки политици започват постепенно да ги изместват от водещите позиции. Реформите към гласност на Михаил Горбачов след 1985 увеличават етническото напрежение в страната. През 1989 година узбекското малцинство в Ошка област настоява съветското правителство да присъедини областта към Узбекистан.

## Независимост
До средата на 1990 обстановката е изострена значително, а кулминацията на напрежението настъпва с безредиците в град Ош, при които по официални данни загиват 300 души, а по неофициални — в пъти повече. В същото време в страната се провеждат неуспешни президентски избори — нито един от кандидатите не успява да спечели достатъчно гласове. Така Върховният съвет взима решение да постави на президентския пост Аскар Акаев, физик от Киргизката академия на науките. На 30 август 1991 година Акаев обявява Киргизстан за независима република. През октомври същата година се провеждат нови президентски избори, на които Акаев няма опоненти и печели с 95% от гласовете.
Акаев е наясно с изключително неблагоприятните икономически условия и етническото напрежение, заради което насочва усилията на управлението си към подсилване на законовата рамка в страната. Въпреки това положението се влошава заради емигрирането на етническите руски специалисти към Русия, конфликтът в съседен Таджикистан и увеличаващата се корупция. В следващите години той укрепва управлението си с авторитарни методи. Малко преди президентските избори през 2000 година, най-силният му противник за поста, Феликс Кулов, е вкаран в затвора.
Първите парламентарни избори се провеждат през 2005 и са определени от международните наблюдатели като несправедливи. В отговор на тези събития възниква т.нар. „Революция на лалетата“, която довежда до падането на Акаев от власт и издигането на опозиционера Курманбек Бакиев и съпартиеца му Феликс Кулов съответно до президент и министър-председател. Под управлението на Бакиев обаче няма промяна нито в политическия модел, нито в икономиката. Само пет години по-късно, през 2010, избухва втора революция, която отстранява Бакиев от власт и довежда до първите свободни избори в страната и региона. Въпреки това политическата нестабилност се задържа, и в рамките на следващите две години се сменят общо четири правителства. В рамките на шест месеца през 2010 президент е Роза Отунбаева, водач на революцията, а след това президент става Алмазбек Атамбаев.